# St. Marien (Massen)

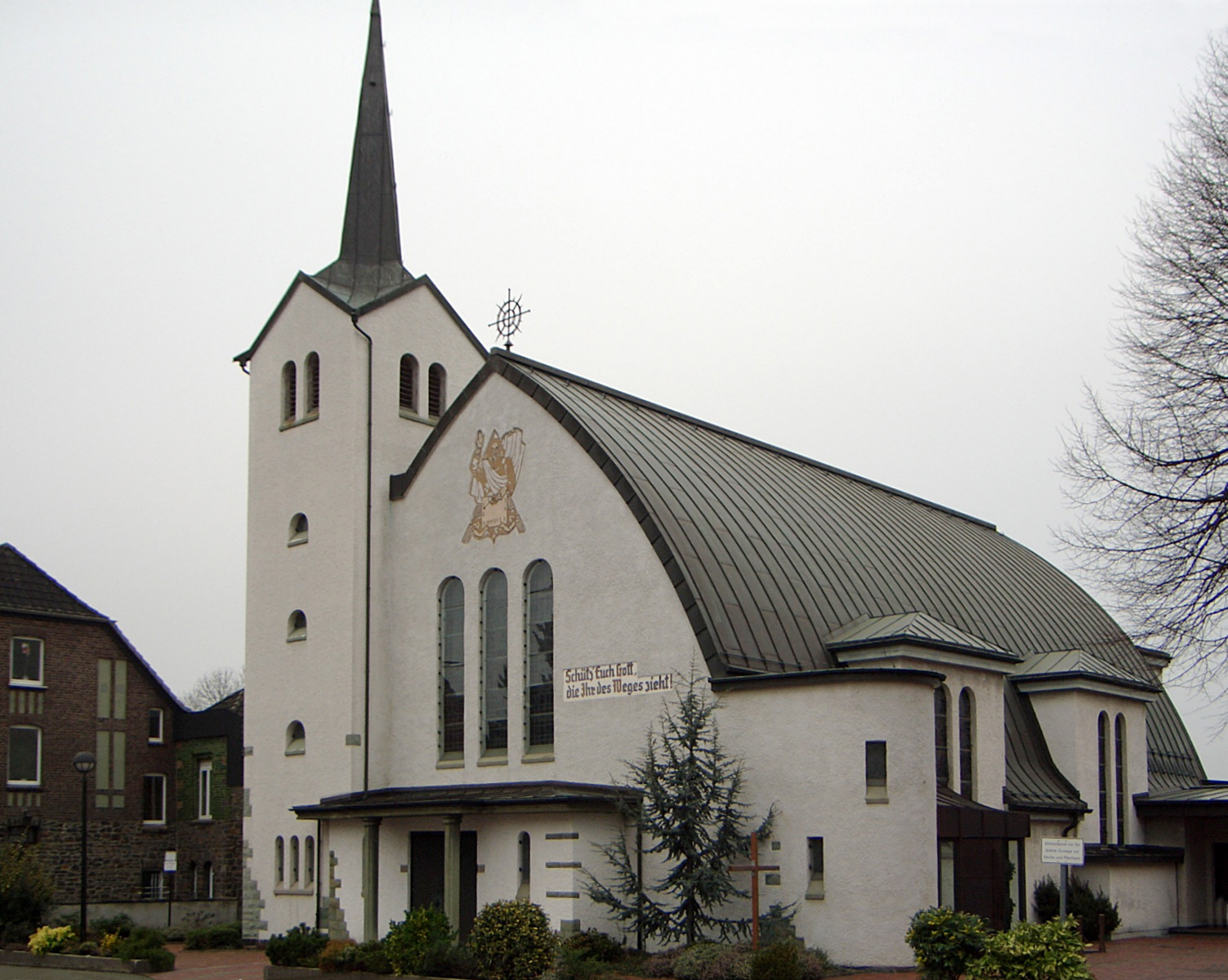
Pfarrkirche St. Marien

Die römisch-katholische Pfarrkirche St. Marien ist ein denkmalgeschütztes Kirchengebäude in Massen, einem Stadtteil der Kreisstadt Unna (Nordrhein-Westfalen).

## Geschichte und Architektur
Der verputzte, nach Norden ausgerichtete Wandpfeilersaal mit gerade geschlossenem Chor wurde 1931 unter der Leitung von Karl Wibbe errichtet. Der Turm steht südwestlich. Das Gebäude ist mit einem Zollingerdach gedeckt, zur Belichtung sind in beide Seitenwände Zwerchhäuser eingestellt. Durch das vom Boden aufsteigenden Spitztonnengewölbe und lanzettförmige Öffnungen in den Wandpfeilern und zum Chor ergibt sich eine expressionistische Raumwirkung.